# 해광로
해광로(Haegwang-ro)는 전라남도 순천시 해룡면 월전사거리에서 광양시 광양읍 덕례삼거리를 잇는 도로이다.

## 연혁
- 2009년 7월 3일 : 2개 이상 시·군에 걸쳐 있는 광역도로로 해광로를 고시[1]

## 주요 경유지
전라남도
- 순천시 (해룡면) - 광양시 (광양읍)

## 노선
| 이름          | 접속 노선                        | 소재지        | 소재지        | 비고          |
| 해룡로와 직결 | 해룡로와 직결                    | 해룡로와 직결 | 해룡로와 직결 | 해룡로와 직결 |
| ------------- | -------------------------------- | ------------- | ------------- | ------------- |
| 월전사거리    | 여순로 월전길                    | 순천시        | 해룡면        |               |
| 성산 교차로   | 지봉로                           | 순천시        | 해룡면        |               |
| 검단 교차로   |                                  | 순천시        | 해룡면        |               |
| 세승 교차로   | 국도 제2호선 (충무공로) 인덕로   | 순천시        | 해룡면        |               |
| 세풍교        |                                  | 광양시        | 광양읍        |               |
| (이릉없음)    | 국가지원지방도 제58호선 (덕용로) | 광양시        | 광양읍        |               |
| 덕례삼거리    | 순광로                           | 광양시        | 광양읍        |               |

## 주요 건물 및 시설
- 순천시 농산물 도매시장 (해광로 1/월전리 9-1)
- GS칼텍스 성산주유소 (해광로 101/성산리 191-2)
- 세븐일레븐 순천해광로점 (해광로 128/신대리 2150)
- 폭스바겐 순천전시장 (해광로 184/신대리 2138-2)
- CGV 순천신대점 (해광로 199/신대리 2139)
- 세풍초등학교 (해광로 583/세풍리 210)
- 광양역 (해광로 800/도월리 573-8)
- 현대자동차 블루핸즈 광양정비센터 (해광로 888/덕례리 17-1)